# Uno per tutti (programma televisivo)
Uno per tutti è stato un programma televisivo italiano della TV dei ragazzi, in onda su Rai 1 nella stagione 1993-1994 a partire dal 4 ottobre 1993, dal lunedì al venerdì, dalle 14:10 alle 18.

## Storia
Il programma, versione riveduta e corretta di Big!, era condotto da Maria Teresa Ruta e Carlo Conti, con la partecipazione di Dado Coletti e Lisa Russo, e aveva la funzione di lanciare, tramite gag e scenette tra i conduttori, i vari cartoni animati e telefilm della rete. Si caratterizzava per le rubriche, i giochi in studio e un TG realizzato dai ragazzi, idea ripresa nel programma Solletico, di cui Uno per tutti è un ideale prototipo.